# Mirecourt

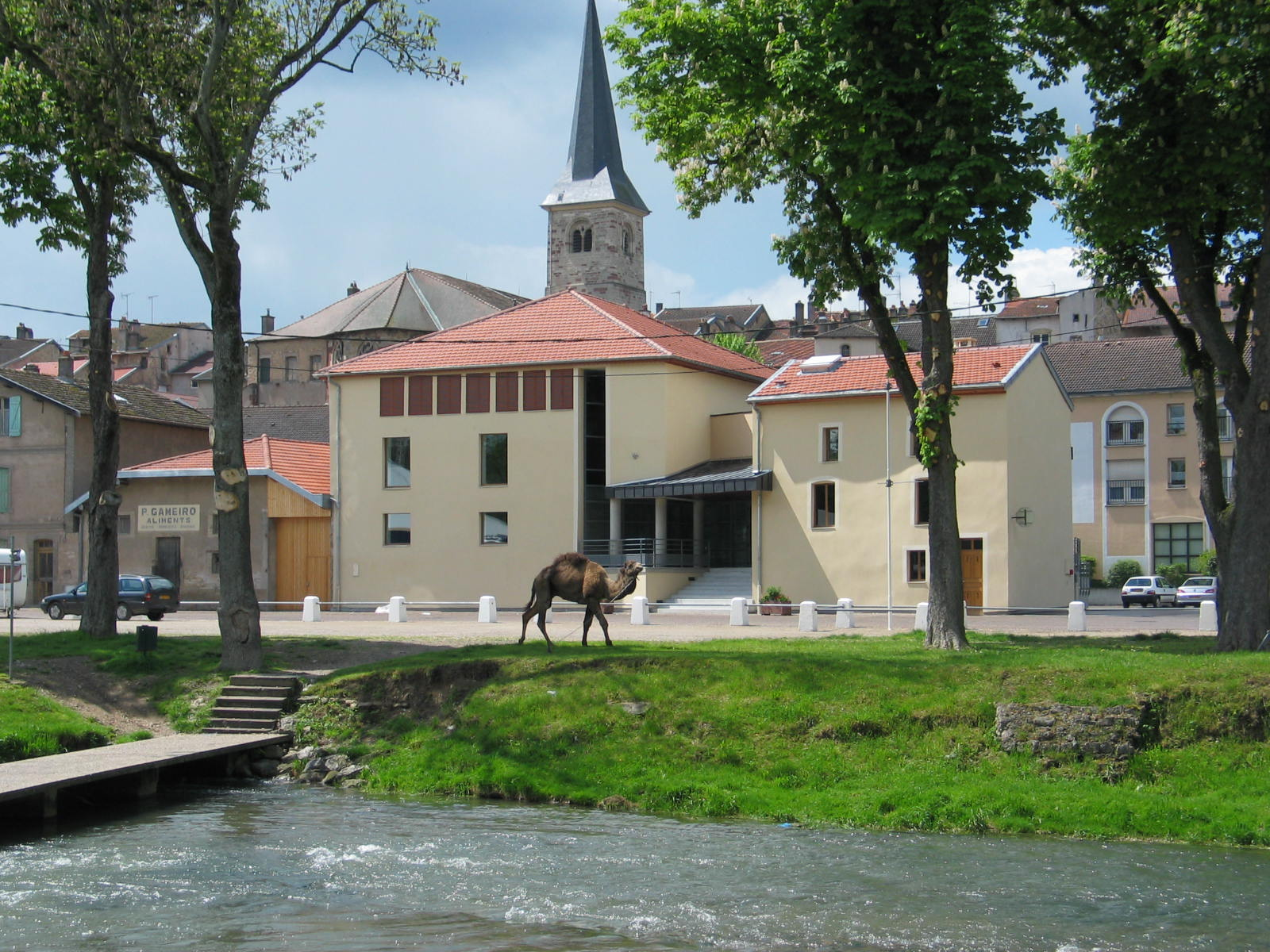
Mirecourt

Mirecourt – miejscowość i gmina we Francji, w regionie Grand Est, w departamencie Wogezy.
Według danych na rok 1990 gminę zamieszkiwało 6900 osób, a gęstość zaludnienia wynosiła 569 osób/km² (wśród 2335 gmin Lotaryngii Mirecourt plasuje się na 59. miejscu pod względem liczby ludności, natomiast pod względem powierzchni na miejscu 471.).

## Miasta partnerskie
Bonn-Beuel, Niemcy